# Phalacrus obsoletepunctatus
Phalacrus obsoletepunctatus là một loài bọ cánh cứng trong họ Phalacridae. Loài này được Tournier in Lewis miêu tả khoa học năm 1879.